# Caren Hartley
Caren Hartley (* 1984) ist eine britische Kunstschmiedin sowie Fahrradrahmen-Designerin und -bauerin. Ein von ihr entworfenes und handgebautes Fahrrad wurde auf der britischen Schau für internationale Rahmenbauer Bespoked 2015 ausgezeichnet.

## Leben
Caren Hartley studierte am Royal College of Art. Sie arbeitete in dieser Zeit und nach ihrem Abschluss an Skulpturen bei Kunst-Großprojekten mit. Hartley gründete zunächst mit ihrer Kommilitonin Lucie Gledhilldie das Studio „Made By Ore“ in Walthamstow, London, für Juwelier- und Silberschmiedearbeiten. Als leidenschaftliche Fahrradfahrerin nutzte sie ihre Ausbildung, um sich selbst einen Rahmen zu bauen. Sie professionalisierte dies und gründete 2013 ihre Firma „Hartley Cycles“. Mit ihren handgebauten Fahrrädern möchte sie, dass mehr Frauen auf den Straßen von London fahren.
Für den Rahmenbau verwendet Hartley Reynolds und Columbus Rohrsätze.

## Auszeichnungen
- Für Demi Porkeur wurde sie auf der Show für handgebaute Fahrräder Bespoked Bristol 2015 mit dem Preis für das beste Utility Bike ausgezeichnet.[8][9]
- Auf der Bespoked Bristol 2016 bekam Hartley Design einen von drei Lady Velo Choice Awards.

## Ausstellungen
Mitwirkung
- Cycle Revolution, Design Museum London, 18. November 2015 bis 30. Juni 2016[10] Caren Hartley gehörte zu den fünf unabhängigen britischen Fahrradrahmen-Designern, die in der Ausstellung mitgewirkt haben.[11]